# World Badminton Federation
Die World Badminton Federation (WBF) war ein früherer Weltverband in der Sportart Badminton und entstand aus der International Badminton Federation, heutzutage als Badminton World Federation (BWF) bekannt, heraus.

## Geschichte
Die World Badminton Federation wurde am 24. Februar 1978 in Hongkong von 13 asiatischen und 6 afrikanischen Verbänden gegründet. Durch spätere Aufnahme von drei weiteren Nationen erhöhte sich die Anzahl der Mitglieder auf 22. Dem Verband gehörten an: Bangladesch, Brunei, das Nicht-IBF-Mitglied China, Ghana, Guyana, Hongkong, Indien, Iran, Kenia, Malaysia, Mauritius, Nepal, Nigeria, Nordkorea, Pakistan, den Philippinen, Singapur, Südkorea, Sri Lanka, Tansania, Thailand und Sambia. Zur Gründungsversammlung hatten Österreich, Frankreich, Mexiko (als Vertreter der Pan American Badminton Confederation), Schweden, die BRD und Jugoslawien nicht stimmberechtigte Beobachter entsandt. Ursache für die Abspaltung von der IBF waren Unklarheiten in der Behandlung Taiwans und Südafrikas sowie in der Stimmberechtigung der einzelnen Landesverbände. Zuvor war der afrikanische Badmintonverband wegen der Anerkennung Südafrikas seitens der IBF geschlossen aus dieser ausgetreten. Während der Zeit seiner Existenz richtete die WBF zwei Weltmeisterschaften aus, eine in Bangkok 1978 und eine in Hangzhou 1979. Nachdem Änderungen im Stimmberechtigungssystem, die Umbenennung des taiwanischen Verbandes in Chinese Taipei Badminton Association und die Nichtteilnahme Südafrikas an Thomas- und Uber Cups sowie Weltmeisterschaften seitens der IBF zugesichert werden konnten, wurde die Reunion von IBF und WBF am 26. Mai 1981 vollzogen.

## Bedeutende Persönlichkeiten
- Teh Gin Sooi